# Mura (Volk)
Die Mura sind ein indigenes Volk im brasilianischen Bundesstaat Amazonas. Sie lebten ursprünglich in der Region Loreto in Peru und migrierten im 18. Jahrhundert in einen weiten Bereich von Rio Solimões, Rio Negro, bis hin zum Rio Madeira und dem Rio Trombetas. Heute leben sie weitgehend in der Region zwischen Nova Olinda do Norte und Autazes am Unterlauf des Rio Madeira. Viele Mura leben auch in den größeren Städten Manaus, Autazes und Borba.

## Population
Bei einer Zusammenführung von Daten zwischen 1991 und 2008 kam die FUNAI auf ca. 8300 Personen, die in Terras Indígenas leben. Heute zählt das Instituto Socioambiental 41 Terras Indígenas, in denen Mura leben, meist zusammen mit anderen Ethnien. Die Mura, die außerhalb der zu dieser Zeit schon bestehenden Terras Indígenas lebten, waren dabei nicht inbegriffen. Die Zählung von SIASI/SESAI kam 2014 auf 18.328 Personen.

## Sprache
Aufgrund ihrer weiten Verteilung lebten die Mura lange, und auch heute noch, in Gemeinschaft mit anderen Völkern, mit denen sie bis zum Beginn des 20. Jahrhunderts in Nheengatu, der „allgemeinen Sprache“ kommunizierten, das dann zu Beginn des 20. Jahrhunderts von Portugiesisch als Verkehrssprache abgelöst wurde. Heute sprechen kaum noch Mura ihre Sprache. Viele halten sogar das von den Alten noch gesprochene Nheengatu für das ursprüngliche Mura. Von den vier Sprachen der Familie der Mura-Sprachen wird heute nur noch Pirahã gesprochen.